# Liste der Kreisstraßen im Landkreis Mecklenburgische Seenplatte
Die Liste der Kreisstraßen im Landkreis Mecklenburgische Seenplatte ist eine Auflistung der Kreisstraßen im Landkreis Mecklenburgische Seenplatte, Mecklenburg-Vorpommern.

## Abkürzungen
- DM: ehemalige Kreisstraße im Altkreis Demmin
- GÜ: Kreisstraße im Altkreis Güstrow des Landkreises Rostock
- K: Kreisstraße
- L: Landesstraße
- MST: ehemalige Kreisstraße im Altkreis Mecklenburg-Strelitz
- MÜR: ehemalige Kreisstraße im Altkreis Müritz
- NB: ehemalige Kreisstraße in Neubrandenburg

## Liste
Nicht vorhandene bzw. nicht nachgewiesene Kreisstraßen werden in Kursivdruck gekennzeichnet, ebenso Straßen und Straßenabschnitte, die unabhängig vom Grund (Herabstufung zu einer Gemeindestraße oder Höherstufung) keine Kreisstraßen mehr sind.
Die ehemaligen Bezeichnungen der Kreisstraßen in den aufgelösten Landkreisen Demmin, Mecklenburg-Strelitz und Müritz werden in einer separaten Spalte angegeben.
Der Straßenverlauf wird in der Regel von Nord nach Süd und von West nach Ost angegeben.
| Nr. MSE | ehemalige Nr.     | Verlauf |
| ------- | ----------------- | --- |
| MSE 1   | MÜR 2             | – Klocksin – Blücherhof – Lütgendorf – MSE 2 in Alt Gaarz |
| MSE 2   | MÜR 1             | L 20 – MSE 1 – Alt Gaarz – Neu Gaarz – Louisenfeld – Sommerstorf – |
| MSE 3   | MÜR 8             | in Moltzow – Rambow – Lupendorf – Schwinkendorf – MSE 35 – Tressow – Hinrichshagen – Neu Panschenhagen – Levenstorf – L 202 in Alt Schönau                                   |
| MSE 4   | MÜR 12            | in Penkow – Göhren-Lebbin – Wendhof – Poppentin – |
| MSE 5   | MÜR 29            | L 206 – Walow – MSE 8 – Lexow – in Roez |
| MSE 6   | MÜR 26            | / in Petersdorf – Adamshoffnung – Zislow – MSE 7 – Suckow – |
| MSE 7   | MÜR 27            | MSE 6 – Satow – L 206 |
| MSE 8   | MÜR 28 und 22     | MSE 5 in Walow – Tangahnsee – Woldzegarten – Minzow – Dambeck – L 241 – Bütow – MSE 11 in Zepkow                                                                             |
| MSE 9   | MÜR 13            | L 24 – Groß Kelle |
| MSE 10  | MÜR 25            | – Fincken – Knüppeldamm – Knüppeldamm-Ausbau – MSE 11 – L 206 in Dammwolde                                                                                                   |
| MSE 11  | MÜR 24            | MSE 1 in Knüppeldamm-Ausbau – Massow – MSE 12 – Zepkow – MSE 8 – L 24 in Wredenhagen                                                                                         |
| MSE 12  | MÜR 19            | MSE 11 – Evchensruh – Grabow – MSE 13 – Below |
| MSE 13  | MÜR 18            | MSE 12 – L 24 in Wredenhagen |
| MSE 14  | MÜR 17            | L 24 – Hinrichshof – Kieve – L 241 |
| MSE 15  | MÜR 16            | in Vipperow – L 241 – Friedrichshof – Melz – L 241 in Buchholz |
| MSE 16  | MÜR 14            | L 241 in Röbel/Müritz – Ludorf (– Abzweig nach Zielow) – Solzow – L 241 in Steindamm                                                                                         |
| MSE 17  | MÜR 15            | MSE 18 in Lärz – Krümmel – Troja – L 25 – Buschhof – Landesgrenze – (K 6823 im Landkreis Ostprignitz-Ruppin, Brandenburg)                                                    |
| MSE 18  | MÜR und MST 3     | Boek – Rechlin – Lärz – L 25 in Mirow |
| MSE 19  | MÜR und MST 4     | L 25 in Schwarz – Zethner See – Diemitz – Großer Peetschsee – MSE 20 |
| MSE 20  | MST 5             | in Mirow – Peetsch – Fleether Mühle – MSE 19 – Labussee – in Canow |
| MSE 21  | MST 6             | L 25 in Useriner Mühle – Klein Quassow – Wesenberg – – Drosedow – Seewalde –                                                                                                 |
| MSE 22  | MST 12            | – Strasen – MSE 23 – Priepert – |
| MSE 23  | MST 11            | in Wesenberg – Ahrensberg – Hartenland – MSE 22 |
| MSE 24  | MST 1             | Schillersdorf – Qualzow – L 25 – Leussow – |
| MSE 25  | MST 2             | Babke – Jäthensee – Blankenförde – Kakeldütt – Roter See – L 25 |
| MSE 26  | MST 8             | Granzin – Dalmsdorf – Kratzeburg – Adamsdorf – |
| MSE 27  | MST 9             | Hartwigsdorf – Klein Vielen – in Peckatel |
| MSE 28  | MST 11            | – Kargow – Kargow-Unterdorf – Federow – Schwarzenhof – Mühlensee – Hofsee – Speck                                                                                            |
| MSE 29  | MÜR 10            | – Schwastorf – Groß Dratow – Klein Dratow – Bocksee – Freidorf – MSE 30 |
| MSE 30  | MÜR 7 und 10      | – Carolinenhof – Lehsten – Hoppenbarg – Möllenhagen – – Wendorf – MSE 29 – Friedrichsfelde – Ankershagen – Groß Vielen –                                                     |
| MSE 31  | MÜR 6             | L 202 – Rügeband – MSE 32 – Groß Gievitz – Sorgenlos – Deven – |
| MSE 32  | MÜR 9             | L 202 in Lansen – MSE 31 in Groß Gievitz |
| MSE 33  | DM 6              | L 202 – Faulenrost – Schwabendorf – Hungerstorf – Clausdorf – |
| MSE 34  | DM 10             | – Neu Bredenfelde – Bredenfelde – L 200 |
| MSE 35  | MÜR und DM 5      | MSE 3 in Schwinkendorf – Langwitz – Christinenhof – Liepen – Hinrichsfelde – L 202                                                                                           |
| MSE 36  | DM 9              | L 20 – Basedow – Gessin – Gielow – L 202 |
| MSE 37  | DM 4              | – Duckow – Pinnow |
| MSE 38  | DM 7              | in Stavenhagen – Gülzow – Neubauhof – Pribbenow – L 203 in Rottmannshagen |
| MSE 39  | DM 3              | in Malchin – Leuschentin – Kummerow – Axelshof – Grammentin – /L 272 |
| MSE 40  | DM 2              | Salem – Görschendorf (– Abzweig zur L 20) – /L 20 in Malchin |
| MSE 41  | DM 46             | (GÜ 46 im Landkreis Rostock) – Kreisgrenze – Abzweig nach Neu Panstorf – Kreisgrenze – (GÜ 46 im Landkreis Rostock)                                                          |
| MSE 42  | DM 48             | Wolkwitz – – Moltzahn |
| MSE 43  | DM 34             | Sommersdorf – Meesiger – in Borrentin |
| MSE 44  | DM 1              | Karnitz – Schlakendorf – L 20 in Neukalen |
| MSE 45  | DM 50             | (GÜ 50 im Landkreis Rostock) – Kreisgrenze – L 201 in Neukalen |
| MSE 46  | DM 12             | L 201 in Schorrentin – Schwarzenhof – Wagun – L 20 |
| MSE 47  | DM 32             | Verchen – Schönfeld – in Lindenhof |
| MSE 48  | DM 14             | in Zarnekow – Levin – Upost – |
| MSE 49  | DM 11             | Brudersdorf – MSE 50 – in Dargun |
| MSE 50  | DM 47             | (GÜ 47 im Landkreis Rostock) – Kreisgrenze – Klein Methling – Groß Methling – Stubbendorf – Darbein – MSE 49 in Dargun                                                       |
| MSE 51  | DM 36             | Beestland – Drönnewitz – in Demmin |
| MSE 52  | DM 13             | Annenhof – Volksdorf – L 27 in Nossendorf |
| MSE 53  | DM 15             | L 27 – Toitz – Kreisgrenze – (VG 97 im Landkreis Vorpommern-Greifswald) |
| MSE 54  | DM 19             | in Demmin – Penzin – Kreisgrenze – (VG 99 im Landkreis Vorpommern-Greifswald)                                                                                                |
| MSE 55  | DM 20             | in Demmin – Quitzerow – Kletzin – L 261 |
| MSE 56  | DM 31             | Leistenow – Utzedel – L 271 – Teusin – Roidin |
| MSE 57  | DM 33             | L 27 in Gatschow – Ganschendorf – MSE 58 in Sarow |
| MSE 58  | DM 30             | L 27 in Törpin – Sarow – MSE 57 – Hohenbrünzow – Strehlow – Sternfeld – L 271 – Hohenmocker – Kreisgrenze – (VG 106 im Landkreis Vorpommern-Greifswald)                      |
| MSE 59  | DM 35             | L 27 – Kaslin – Hohenbollentin – Lindenberg – L 272 – Markow – Zolkendorf – L 273 – Grischow – Goddin – in Galenbeck                                                         |
| MSE 60  | DM 37             | L 27 in Altenhagen – Fahrenholz – Kriesow – Tüzen – L 273 |
| MSE 61  | DM 39             | L 272 in Prützen – Gnevkow – Letzin – L 271 |
| MSE 62  | DM 30             | (VG 106 im Landkreis Vorpommern-Greifswald) – Kreisgrenze – Pritzenow |
| MSE 63  | DM 38             | L 273 in Zwiedorf – Röckwitz – L 27 in Tützpatz |
| MSE 64  | DM 41             | L 27 in Pripsleben – Barkow – Mittizwalde – L 273 |
| MSE 65  | DM 40             | L 35 in Klempenow – Bittersberg – Kölln – Wodarg – Werder – L 273 – Grischow – L 35 in Altentreptow                                                                          |
| MSE 66  | DM 42             | L 273 in Wolde – Kastorf – Knorrendorf – in Kleeth |
| MSE 67  | DM 43             | L 273 – Wolkow – Wildberg – in Gädebehn |
| MSE 68  | DM 45 und 45a     | in Rosenow – Tarnow – MSE 69 in Schwandt |
| MSE 69  | MÜR und DM 23     | – Marihn – Groß Flotow – Voßfeld – Luplow – MSE 68 – Schwandt – Groß Helle – Mölln – Klein Helle –                                                                           |
| MSE 70  | DM 44             | L 27 in Groß Teetzleben – Kalübbe – Breesen – Pinnow – |
| MSE 71  | MST 36            | L 35 in Neddemin – Hohenmin – MSE 72 – Buchhof – Trollenhagen – L 35 |
| MSE 72  | MST 39            | MSE 71 – Neverin – MSE 73 – L 28 – Glocksin – Neuenkirchen – Warlin – – Andreashof – Rühlow                                                                                  |
| MSE 73  | MST 37            | L 28 – Rossow – Neverin – MSE 72 – Ihlenfeld – MSE 74 – Stadtgrenze – (NB 37 in Neubrandenburg)                                                                              |
| MSE 74  | MST 38            | MSE 73 in Ihlenfeld – Neuenkirchen – MSE 72 – Magdalenenhöh |
| MSE 75  | DM und MST 26     | MSE 72 in Kalübbe – MSE 76 – Zirzow – Stadtgrenze – (NB 26 in Neubrandenburg)                                                                                                |
| MSE 76  | MST 65            | – MSE 75 – Zirzow – Stadtgrenze – (NB 65 in Neubrandenburg) |
| MSE 77  | MST und MÜR 21    | in Chemnitz – Blankenhof – Gevezin – Lapitz – Zieskensee – in Penzlin |
| MSE 78  | MÜR und MST 20    | in Penzlin – Lübkow – Siehdichum – Alt Rehse – Neu Rhäse – in Wulkenzin |
| MSE 79  | MST 10            | Zippelow – Prillwitz – Wendfeld – L 34 |
| MSE 80  | MST 19            | Tollenseheim – |
| MSE 81  | MST 23            | Klein Nemerow – |
| MSE 82  | MST 24            | – Groß Nemerow (– Abzweig nach Zachow) – Ballwitz – Holldorf – MSE 84 – MSE 83 – L 33 in Burg Stargard                                                                       |
| MSE 83  | MST 25            | L 33 – Rowa – MSE 82 in Burg Stargard |
| MSE 84  | MST 22            | MSE 82 – Godenswege – Cammin |
| MSE 85  | MST 35            | (NB 35 in Neubrandenburg) – Stadtgrenze – Lindenhof – L 33 in Burg Stargard                                                                                                  |
| MSE 86  | MST 27            | L 34 in Blankensee – Warbende – L 331 |
| MSE 87  | MST 17 und 18     | – Thurow – Rödlin (– Abzweig zur L 34 in Wanzka) – L 34 in Blankensee |
| MSE 88  | MST 28            | L 34 in Blankensee – Groß Schönfeld – Hoffelde – |
| MSE 89  | MST 7             | L 25 – Lindenberg – Groß Quassow |
| MSE 90  | MST 16 und 14     | – Strelitz-Alt – Domjüchsee – Fürstensee – Wokuhl – Vogelheide – MSE 91 – Dabelow – Kreisgrenze – (Landkreis Oberhavel, Brandenburg )                                        |
| MSE 91  | MST 13            | – Godendorfer Papiermühle – Godendorf – MSE 90 |
| MSE 92  | MST 30            | in Carpin – Goldenbaum – L 341 – Koldenhof – Dolgen – MSE 93 – Köllershof – L 34                                                                                             |
| MSE 93  | MST 29            | – Bergfeld – Grünow – MSE 92 in Dolgen |
| MSE 94  | MST 33            | Cantnitz – L 34 – Weitendorf – L 341 in Lüttenhagen |
| MSE 95  | MST 31 und 32     | L 341 in Triepkendorf – Laeven – Neuhof (– Abzweig nach Carwitz) – L 34 in Feldberg                                                                                          |
| MSE 96  | MST 42            | MSE 97 in Krumbeck – Schlicht – L 34 in Feldberg |
| MSE 97  | MST 41            | in Bredenfelde – Krumbeck – MSE 96 – Wendorf – Lichtenberg – MSE 98 – L 341                                                                                                  |
| MSE 98  | MST 43            | MSE 99 in Grauenhagen – Neugarten – MSE 97 in Lichtenberg |
| MSE 99  | MST 44            | in Hinrichshagen – Naturschutzgebiet Hinrichshagen – Grauenhagen – MSE 98 – L 341 in Göhren                                                                                  |
| MSE 100 | MST 44            | Oltschlott – in Hinrichshagen |
| MSE 101 | MST 52            | L 341 in Woldegk – Hildebrandshagen – Kreisgrenze – (Landkreis Uckermark, Brandenburg)                                                                                       |
| MSE 102 | MST 60            | in Mildenitz – Hornshagen – Kreisgrenze – (VG 96 im Landkreis Vorpommern-Greifswald)                                                                                         |
| MSE 103 | MST 53            | L 281 in Oertzenhof – Helpt – / in Woldegk |
| MSE 104 | MST 45 und 40     | in Petersdorf – Plath – Ballin – MSE 105 – in Bredenfelde |
| MSE 105 | MST 40            | Marienhof – Dewitz – L 33 – Rosenhagen – MSE 104 in Ballin |
| MSE 106 | MST 34            | L 331 in Teschendorf – Loitz |
| MSE 107 | MST 46, 54 und 59 | – Neu Käbelich – Neetzka – Kublank – Ulrichshof – Holzendorf – L 281 – Groß Miltzow – MSE 110 – Kreckow – MSE 108 – Kreisgrenze – (VG 95 im Landkreis Vorpommern-Greifswald) |
| MSE 108 | MST 62 und 61     | MSE 109 in Schönhausen – Klein Daberkow – Kreckow – MSE 107 – Groß Daberkow –                                                                                                |
| MSE 109 | MST 55            | L 281 in Schönbeck – Rattey – Voigtsdorf – MSE 108 – L 281 in Schönhausen |
| MSE 110 | MST 54            | /L 281 – Lindow – Badresch – MSE 107 in Groß Miltzow |
| MSE 111 | MST 47            | – Genzkow – MSE 112 – Eichhorst – Liepen |
| MSE 112 | MST 51            | MSE 111 in Genzkow – Jatzke – L 281 |
| MSE 113 | MST 56            | L 281 in Heinrichswalde – Brohn – L 282 in Lübbersdorf |
| MSE 114 | MST 58            | Friedrichshof – L 282 |
| MSE 115 | MST 63            | L 312 – Galenbeck |
| MSE 116 | MST 57            | L 281 in Friedland – Lübbersdorf – L 282 – Kotelow – L 28 |
| MSE 117 | MST 64            | L 28 – Klockow bei Galenbeck |
| MSE 118 | MST 50            | L 28 in Salow – Pleetz – Roga |
| MSE 119 | MST 49 und 48     | Ramelow – L 273 – Beseritz – L 28 – Dahlen – Roggenhagen – Staven – MSE 73 in Rossow                                                                                         |

## Neubrandenburg
| Nr. NB | Verlauf |
| ------ | --- |
| NB 26  | (MSE 75 im Landkreis Mecklenburgische Seenplatte) – Stadtgrenze – Zirzower Straße – /L 27                                    |
| NB 35  | – Fritscheshofer Straße – Steinstraße – Lindenhofer Straße – Stadtgrenze – (MSE 85 im Landkreis Mecklenburgische Seenplatte) |
| NB 37  | L 35 – Torgelower Straße – Ihlenfelder Straße – Stadtgrenze – (MSE 73 im Landkreis Mecklenburgische Seenplatte)              |
| NB 65  | (MSE 76 im Landkreis Mecklenburgische Seenplatte) – Stadtgrenze – Woggersiner Straße – L 27                                  |